# Triángulo clavipectoral
El surco deltopectoral, hueco axilar, triángulo clavipectoral, triángulo deltopectoral, fosa infraclavicular o canal de Mohrenheim es una figura anatómica ubicada en el hombro. Se forma entre los músculos deltoides y pectoral mayor y el hueso de la clavícula.

## Límites
- Superior: deltoides anterior.
- Inferior: fascículos claviculares del pectoral mayor.

## Contenido del surco deltopectoral
- Vena cefálica que desemboca en vena axilar
- Rama acromial de la arteria acromiotoracica (rama de la axilar)
- Vasos linfáticos satélites de la vena cefálica
- Ganglios linfáticos del surco dectopectoral

- Datos: Q5129641